# Sławomir Kopański
Sławomir Marian Kopański (ur. 4 kwietnia 1939 w Zapuście, zm. 2 listopada 2014 w Ostrowcu Świętokrzyskim) – polski nauczyciel i polityk, poseł na Sejm X kadencji.

## Życiorys
Syn Stanisława i Filomeny. Ukończył w 1960 studia w Wyższej Szkole Pedagogicznej w Krakowie, zdobywając tytuł zawodowy magistra matematyki. Pracę jako nauczyciel rozpoczął w Ostrowcu Świętokrzyskim. W latach 1964–1970 był wykładowcą w Studium Nauczycielskim, a od 1970 pracował w Zespole Szkół Hutniczych w Ostrowcu Świętokrzyskim, gdzie od 1976 do 1996 pełnił funkcję dyrektora.
W 1966 wstąpił do Polskiej Zjednoczonej Partii Robotniczej, z której ramienia był radnym, a od 1980 przewodniczącym Miejskiej Rady Narodowej w Ostrowcu Świętokrzyskim. W 1989 uzyskał mandat posła na Sejm kontraktowy z okręgu skarżyskiego. Na koniec kadencji należał do Parlamentarnego Klubu Lewicy Demokratycznej, zasiadał w Komisji Samorządu Terytorialnego (przekształconej w Komisję Samorządu Terytorialnego, Gospodarki Przestrzennej i Komunalnej), a także w Komisji Nadzwyczajnej do rozpatrzenia projektów ustaw dotyczących samorządu terytorialnego. Nie ubiegał się o reelekcję.
Po odejściu ze stanowiska dyrektora szkoły do czasu przejścia na emeryturę pracował jako naczelnik Wydziału Edukacji w ostrowieckim Urzędzie Miasta. Sprawował także mandat radnego powiatu ostrowieckiego I kadencji. Był członkiem rady Fundacji na rzecz Wspierania Rozwoju Zespołu Szkół Nr 3 w Ostrowcu Świętokrzyskim. W 2003 opublikował opracowanie W poszukiwaniu matematycznych talentów. Uhonorowany tytułem „Zasłużony dla Ostrowca Świętokrzyskiego”.
Pochowany na cmentarzu parafialnym w ostrowieckim Denkowie.

## Odznaczenia
- Krzyż Oficerski Orderu Odrodzenia Polski (2000)[4]
- Krzyż Kawalerski Orderu Odrodzenia Polski (1988)[5]